# Gemeindebackhaus (Kaltenbrunn)

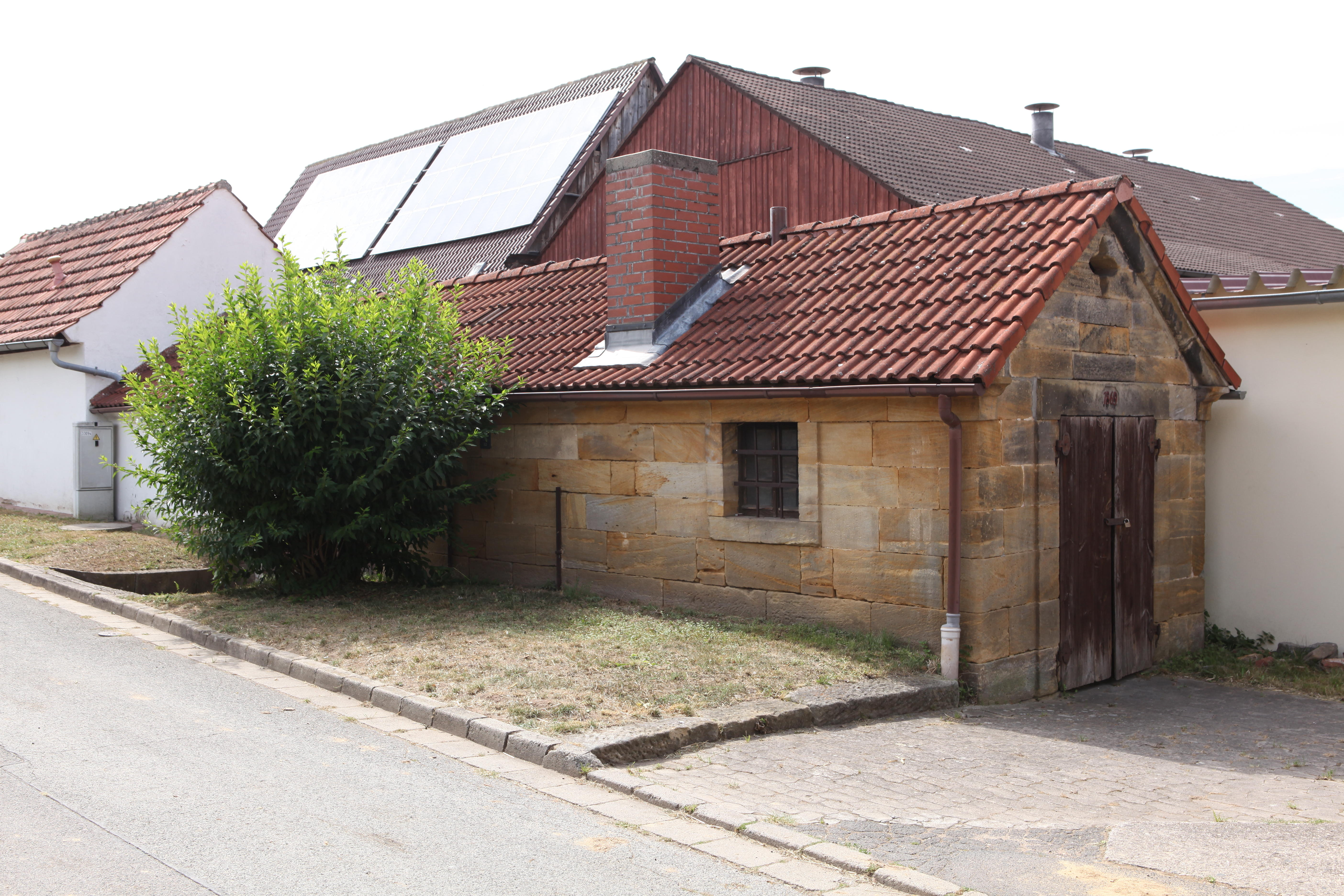
Gemeindebackhaus in Kaltenbrunn

Das Gemeindebackhaus in Kaltenbrunn, einem Gemeindeteil von Itzgrund im oberfränkischen Landkreis Coburg in Bayern, wurde 1869 errichtet. Das Backhaus an der Coburger Straße ist ein geschütztes Baudenkmal.
Der eingeschossige Sandsteinquaderbau mit Satteldach ist mit der Jahreszahl 1869 bezeichnet.
Jährlich findet am 1. Mai das Backofenfest rund um das alte Backhaus statt.